# Reakcje oscylacyjne
Reakcje oscylacyjne - to grupa reakcji chemicznych, w których zależności ilości produktów i substratów od czasu nie można opisać funkcją monotonicznie rosnącą ani malejącą, lecz ich przebieg następuje oscylacyjnie między dwoma stanami stacjonarnymi. 
Reakcje tego typu są dość rozpowszechnione w organizmach żywych. Stymulują one np.:
- skurcze mięśnia sercowego
- okresowe zmiany potencjału na błonie komórek nerwowych

## Przykłady reakcji
Reakcje oscylacyjne Biełousowa-Żabotyńskiego:
Jest to grupa reakcji, w których organiczny związek chemiczny zostaje utleniany bromianami w obecności katalizatora. Reakcje tego typu opierają się zawsze na dwóch ogólnych etapach:
- utlenianie katalizatora (najczęściej metalu o dwóch stopniach utleniania) bromianami
- redukcja katalizatora substancją organiczną.